# Контрерас, Андерсон
А́ндерсон Рафаэ́ль Контре́рас Пе́рес (исп. Anderson Rafael Contreras Pérez; родился 30 марта 2001 года в Сокопо, Венесуэла) — венесуэльский футболист, полузащитник клуба «Каракас».

## Клубная карьера
Контрерас начал профессиональную карьеру в клубе «Каракас». 16 февраля 2019 года в матче против «Арагуа» он дебютировал в венесуэльской Примере. 28 ноября поединке против «Депортиво Лара» Андерсон забил свой первый гол за «Каракас». В том же сезоне он помог клубу выиграть чемпионат.

## Достижения
Клубные
 «Каракас»
- Победитель чемпионата Венесуэлы — 2019